# Dorothy Wilson
Dorothy Wilson (Minneapolis, Minnesota, 14 de noviembre de 1909-Lompoc, California, 7 de enero de 1998) fue una actriz cinematográfica estadounidense que trabajó fundamentalmente en los años 30. 
Wilson nació y creció en Minneapolis, de Minnesota, y se mudó a Los Ángeles, de California, tras finalizar su graduación. Irónicamente, no estaba interesada en la actuación, y en 1930 empezó a trabajar como secretaria, además de apuntarse a agencias de empleo. Recibió una oferta de trabajo de la productora RKO Pictures, y durante dos años trabajó en la compañía como secretaria. Tomando notas con el director Gregory La Cava, éste se fijó en ella y le propuso hacer un test para su film de 1932 The Age of Consent (Mayoría de edad). Ella consiguió uno de los papeles protagonistas, junto a Richard Cromwell. Su actuación en la película recibió buenas críticas.
Ese mismo año fue escogida como una de las quince "WAMPAS Baby Stars", lista que incluía a las futuras leyendas de Hollywood Gloria Stuart y Ginger Rogers. Trabajó junto a algunos de los grandes nombres de Hollywood, incluyendo Harold Lloyd, Richard Dix, Tom Keene, Preston Foster y Will Rogers. Actuó en veinte películas entre 1932 y 1937. 
En 1936 se casó con el guionista Lewis R. Foster, a quien había conocido mientras filmaba la película de 1934 Eight Girls in a Boat. Tras su matrimonio únicamente participó en otros dos títulos, el último de los cuales, en 1937, fue Speed to Spare. Tras el mismo se retiró a fin de dedicarse a su familia. Solo volvió a actuar en una ocasión, en un papel sin acreditar en el film de 1943 Whistling in Brooklyn. Sin embargo, hizo una prueba para el papel de "Melanie Hamilton" en la épica Lo que el viento se llevó, papel que finalmente consiguió Olivia de Havilland.
Foster y ella permanecieron juntos hasta la muerte de él en 1974.